# Solomon Airport
Port lotniczy Solomon (IATA: SLJ, ICAO: YSOL) – port lotniczy położony 15 km na zachód od Parku Narodowego Karijini, w stanie Australia Zachodnia, w Australii.